# Communauté de communes Mad et Moselle
La communauté de communes Mad et Moselle est une communauté de communes française, créée le 1er janvier 2017 et située dans les départements de Meurthe-et-Moselle et de la Moselle en région Grand Est.

## Historique
La communauté de communes est créée au 1er janvier 2017 par arrêté du 12 décembre 2016. Elle est formée par fusion de la communauté de communes du Val de Moselle (Moselle) et de la communauté de communes du Chardon Lorrain (Meurthe-et-Moselle), étendue à la commune d'Hamonville, issue de la communauté de communes du Toulois.
Le 1er janvier 2023, la commune de Lorry-Mardigny quitte la communauté de communes pour rejoindre l'Eurométropole de Metz.

## Territoire communautaire

### Composition
La communauté de communes est composée des 47 communes suivantes :

| Nom                            | Code Insee | Gentilé          | Superficie (km2) | Population (dernière pop. légale) | Densité (hab./km2) |
| ------------------------------ | ---------- | ---------------- | ---------------- | --------------------------------- | ------------------ |
| Thiaucourt-Regniéville (siège) | 54518      | Thiaucourtois    | 19,01            | 1 120 (2022)                      | 59                 |
| Ancy-Dornot                    | 57021      |                  | 10,25            | 1 474 (2022)                      | 144                |
| Arnaville                      | 54022      | Arnavillois      | 5,22             | 561 (2022)                        | 107                |
| Arry                           | 57030      | Arrygeois        | 6,88             | 532 (2022)                        | 77                 |
| Bayonville-sur-Mad             | 54055      |                  | 9,39             | 330 (2022)                        | 35                 |
| Beaumont                       | 54057      | Sambumontais     | 3,11             | 69 (2022)                         | 22                 |
| Bernécourt                     | 54063      | Bernécourtois    | 9,38             | 175 (2022)                        | 19                 |
| Bouillonville                  | 54087      | Bouillonvillois  | 5,32             | 146 (2022)                        | 27                 |
| Chambley-Bussières             | 54112      | Chambleysiens    | 19,25            | 732 (2022)                        | 38                 |
| Charey                         | 54119      | Chareysiens      | 9,31             | 89 (2022)                         | 9,6                |
| Corny-sur-Moselle              | 57153      | Cornéaniens      | 8,2              | 2 155 (2022)                      | 263                |
| Dampvitoux                     | 54153      |                  | 9,19             | 57 (2022)                         | 6,2                |
| Dommartin-la-Chaussée          | 54166      |                  | 2,71             | 27 (2022)                         | 10                 |
| Essey-et-Maizerais             | 54182      | Acaciens         | 13,02            | 328 (2022)                        | 25                 |
| Euvezin                        | 54187      | Euvezinois       | 11,28            | 107 (2022)                        | 9,5                |
| Fey-en-Haye                    | 54193      | Hêtretains       | 7,05             | 59 (2022)                         | 8,4                |
| Flirey                         | 54200      | Flirotins        | 15,77            | 163 (2022)                        | 10                 |
| Gorze                          | 57254      | Gorziens         | 17,94            | 1 133 (2022)                      | 63                 |
| Hagéville                      | 54244      |                  | 8,94             | 110 (2022)                        | 12                 |
| Hamonville                     | 54248      | Hamonvillois     | 6,66             | 97 (2022)                         | 15                 |
| Hannonville-Suzémont           | 54249      |                  | 8,68             | 257 (2022)                        | 30                 |
| Jaulny                         | 54275      | Jaulnois         | 8,25             | 200 (2022)                        | 24                 |
| Jouy-aux-Arches                | 57350      | Gaudassiens      | 6,01             | 1 431 (2022)                      | 238                |
| Limey-Remenauville             | 54316      | Liméens          | 18,33            | 312 (2022)                        | 17                 |
| Lironville                     | 54317      | Lironvillois     | 8,99             | 131 (2022)                        | 15                 |
| Mamey                          | 54340      | Les Sourelles    | 7,56             | 335 (2022)                        | 44                 |
| Mandres-aux-Quatre-Tours       | 54343      |                  | 10,24            | 201 (2022)                        | 20                 |
| Mars-la-Tour                   | 54353      | Malatouriens     | 12,64            | 885 (2022)                        | 70                 |
| Novéant-sur-Moselle            | 57515      | Novéantais       | 12,89            | 1 861 (2022)                      | 144                |
| Onville                        | 54410      | Onvillois        | 9,27             | 509 (2022)                        | 55                 |
| Pannes                         | 54416      | Pounats          | 8,37             | 175 (2022)                        | 21                 |
| Prény                          | 54435      |                  | 15,09            | 373 (2022)                        | 25                 |
| Puxieux                        | 54441      |                  | 5,67             | 221 (2022)                        | 39                 |
| Rembercourt-sur-Mad            | 54453      | Rembercourtois   | 5,04             | 154 (2022)                        | 31                 |
| Rezonville-Vionville           | 57578      |                  | 23,1             | 506 (2022)                        | 22                 |
| Saint-Baussant                 | 54470      |                  | 8,92             | 65 (2022)                         | 7,3                |
| Saint-Julien-lès-Gorze         | 54477      |                  | 10,38            | 162 (2022)                        | 16                 |
| Seicheprey                     | 54499      |                  | 8,35             | 109 (2022)                        | 13                 |
| Sponville                      | 54511      | Sponvillois      | 7,2              | 108 (2022)                        | 15                 |
| Tronville                      | 54535      | Tronvillois      | 7                | 195 (2022)                        | 28                 |
| Vandelainville                 | 54544      | Vandelainvillois | 1,36             | 142 (2022)                        | 104                |
| Viéville-en-Haye               | 54564      | Viévillois       | 8,54             | 140 (2022)                        | 16                 |
| Vilcey-sur-Trey                | 54566      |                  | 13,17            | 147 (2022)                        | 11                 |
| Villecey-sur-Mad               | 54570      | Villecelois      | 7,41             | 343 (2022)                        | 46                 |
| Waville                        | 54593      | Wavillois        | 11,43            | 436 (2022)                        | 38                 |
| Xammes                         | 54594      | Xammois          | 8,16             | 178 (2022)                        | 22                 |
| Xonville                       | 54599      | Xonvillois       | 7,27             | 104 (2022)                        | 14                 |

### Démographie
| 1968   | 1975   | 1982   | 1990   | 1999   | 2009   | 2014   | 2020   |
| ------ | ------ | ------ | ------ | ------ | ------ | ------ | ------ |
| 16 044 | 15 865 | 16 115 | 17 000 | 18 162 | 19 830 | 19 792 | 19 202 |

## Administration

### Siège
Le siège de la communauté de communes est situé à Thiaucourt-Regniéville.

### Les élus
Le conseil communautaire de la communauté de communes se compose de 69 conseillers,, élus pour une durée de six ans.
Ils sont répartis comme suit :
| Nombre de conseillers | Communes |
| --------------------- | --- |
| 5                     | Corny-sur-Moselle                                                                                                 |
| 4                     | Ancy-Dornot, Novéant-sur-Moselle                                                                                  |
| 3                     | Gorze, Jouy-aux-Arches                                                                                            |
| 2                     | Arnaville, Arry, Chambley-Bussières, Mars-la-Tour, Onville, Rezonville-Vionville, Thiaucourt-Regniéville, Waville |
| 1 (+1 suppléant)      | les 34 autres communes                                                                                            |

### Présidence
| Période      | Période      | Identité        | Étiquette | Qualité                                     |
| ------------ | ------------ | --------------- | --------- | ------------------------------------------- |
| janvier 2017 | octobre 2017 | Olivier Jacquin | PS        | 1er adjoint de Limey-Remenauville, Sénateur |
| octobre 2017 | En cours     | Gilles Soulier  | SE        | Maire d'Ancy-Dornot (2016 → )               |

### Régime fiscal et budget
Le régime fiscal de la communauté de communes est la fiscalité professionnelle unique (FPU).